# Caribbean Football Union
Die Caribbean Football Union (CFU) ist ein Fußballverband innerhalb der Confederation of North, Central America and Caribbean Association Football (CONCACAF), dem Fußballkontinentalverband für nord- und zentralamerikanische sowie karibische Fußballverbände. Mitglieder sind 31 Nationalverbände, von denen 25 Mitglieder der FIFA sind.
Die Verbände von Französisch-Guayana, Guadeloupe, Martinique, Saint-Martin, Sint Maarten und Bonaire sind Mitglieder der CONCACAF, jedoch keine Mitglieder der FIFA.

## Mitgliedsverbände
Der CFU gehören derzeit 31 Landesverbände an.
| Land / Gebiet                  | Verband                                            |
| ------------------------------ | -------------------------------------------------- |
| Amerikanische Jungferninseln   | U.S. Virgin Islands Soccer Federation              |
| Anguilla                       | Anguilla Football Association                      |
| Antigua und Barbuda            | Antigua and Barbuda Football Association           |
| Aruba                          | Arubaanse Voetbal Bond                             |
| Bahamas                        | Bahamas Football Association                       |
| Barbados                       | Barbados Football Association                      |
| Bermuda                        | Bermuda Football Association                       |
| Bonaire*                       | Federashon Futbòl Boneriano                        |
| Britische Jungferninseln       | British Virgin Islands Football Association        |
| Curaçao                        | Federashon Futbòl Kòrsou                           |
| Dominica                       | Dominica Football Association                      |
| Dominikanische Republik        | Federación Dominicana de Fútbol                    |
| Französisch-Guayana */**       | Ligue de Football de La Guyane Française           |
| Grenada                        | Grenada Football Association                       |
| Guadeloupe *                   | Ligue Guadeloupéenne de Football                   |
| Guyana **                      | Guyana Football Federation                         |
| Haiti                          | Fédération Haïtienne de Football                   |
| Jamaika                        | Jamaica Football Federation                        |
| Cayman Islands                 | Cayman Islands Football Association                |
| Kuba                           | Asociación de Fútbol de Cuba                       |
| Martinique *                   | Ligue de football de la Martinique                 |
| Montserrat                     | Montserrat Football Association                    |
| Puerto Rico                    | Federación Puertorriqueña de Fútbol                |
| Saint-Martin *                 | Comité de Football de Saint-Martin                 |
| Sint Maarten *                 | Sint Maarten Soccer Association                    |
| St. Kitts und Nevis            | St. Kitts and Nevis Football Association           |
| St. Lucia                      | St. Lucia Football Association                     |
| St. Vincent und die Grenadinen | St. Vincent and The Grenadines Football Federation |
| Suriname **                    | Surinaamse Voetbal Bond                            |
| Trinidad und Tobago            | Trinidad and Tobago Football Association           |
| Turks- und Caicosinseln        | Turks and Caicos Islands Football Association      |

* Keine Mitglieder der FIFA, jedoch Vollmitglieder der CONCACAF.

** Mitgliedsland liegt vollständig in Südamerika.
Potentielle zukünftige Mitglieder
- Saba (Insel) (Niederlande)
- Sint Eustatius (Niederlande)
- Saint-Barthélemy (Insel) (Frankreich)

## Wettbewerbe

### Männer
Nationalmannschaften
- U-23 Olympic Qualifying Championship (als Qualifikation für das entsprechende CONCACAF Finalturnier)
- U-20/17/14 Tournament (als Qualifikation für die entsprechenden CONCACAF Wettbewerbe)
- Futsal Championship (als Qualifikation für den entsprechenden CONCACAF Wettbewerb)
- Caribbean Cup (Karibikmeisterschaft) (1989 bis 2017)

Klubs
- CONCACAF Caribbean Cup (seit 2023, von 1997 bis 2022 als CFU Club Championship)
- CFU Club Shield (seit 2024, von 2018 bis 2023 als Caribbean Club Shield bzw. CONCACAF Caribbean Shield)

### Frauen
Nationalmannschaften
- Women’s Caribbean Cup (Karibikmeisterschaft der Frauen) (seit 2000)
- Women's Olympic Qualifying Championship (als Qualifikation für das entsprechende CONCACAF Finalturnier)
- U-20/17/14 Women’s Tournament (als Qualifikation für die entsprechenden CONCACAF Wettbewerbe)